# Luise Esche
Luise Esche, auch Louise Esche (* um 1820; † nach 1883) war eine aus Westfalen stammende deutsche Schriftstellerin. Sie lebte vorwiegend in Hamm.

## Werke
- Aus der Frauen- und Märchenwelt, Barmen 1859
- Margareth, Erzählung, Barmen 1860
- Erzählungen für den Sylvesterabend (mit. Ottilie Wildermuth und Elise Polko), Hamm 1860
- Haiderose. Eine Erzählung aus dem Frauenleben, Berlin/Halle 1864
- Eines Stammes. Erzählung aus Westphalen, Halle 1874
- Haus Dellfort, Mönchengladbach 1879
- Gelegenheits-Gedichte, Erfurt 1881
- Kleine Gratulanten und Komödianten. Gratulationsgedichte und kleine Aufführungen, Mönchengladbach 1883

## Nachweise
- Hermann Gross: Deutsche Dichterinen und Schriftstellerinen in Wort und Bild., 2 Bd. in einem, Wien vor 1882, S. 188
- Esche, Luise. In: Sophie Pataky (Hrsg.): Lexikon deutscher Frauen der Feder. Band 1. Verlag Carl Pataky, Berlin 1898, S. 197 (literature.at).